# Gałowo (województwo zachodniopomorskie)
Gałowo (niem. Galow) – wieś w północnej Polsce położona w województwie zachodniopomorskim, w powiecie szczecineckim, w gminie Szczecinek. 
Wieś została założona przez braci polskich, wygnanych z Polski w roku 1660. Już w okresie średniowiecza we wsi funkcjonował majątek rycerski, należący pierwotnie do rodziny von Kleist, a później von Putkammer.
Istniejące założenie dworskie powstało w końcu XIX w. Zachowany dwór neoklasycystyczny wybudowany został w II połowie XIX w. Pierwotnie składał się z dwóch skrzydeł, obecnie pozostało tylko młodsze, założone na planie prostokąta, z ryzalitem przy fasadzie elewacji ogrodowej i północnej. Budynek parterowy z poddaszem, przykryty dwuspadowym dachem. Po wschodniej stronie dworu rozciąga się 1,5 ha park naturalistyczny.
Znajduje się tu szkółka leśna Nadleśnictwa Szczecinek.